# Ерошенко, Виктор Иванович
Виктор Иванович Ерошенко (1921—1980) — полковник Советской Армии, участник Великой Отечественной войны, Герой Советского Союза (1945).

## Биография
Виктор Ерошенко родился 9 марта 1921 года в Евпатории. Получил неполное среднее образование. В 1937 году Ерошенко был призван на службу в Рабоче-крестьянскую Красную Армию. В 1938 году окончил Качинскую военную авиационную школу. Участвовал в советско-финской войне, совершил 47 боевых вылетов. С первых дней Великой Отечественной войны — на её фронтах. Позднее переобучился на пикирующий бомбардировщик «Пе-2» и в марте 1942 года был направлен на Волховский фронт. Во время одного из боевых вылетов самолёт Ерошенко был сбит, два его члена экипажа погибли, а сам командир был тяжело ранен, но сумел выпрыгнуть с парашютом. В дальнейшем участвовал в освобождении Польши и боях в Германии.
К маю 1945 года майор Виктор Ерошенко был инспектором-лётчиком по технике пилотирования и теории полётов и одновременно заместителем командира 35-го бомбардировочного авиаполка 219-й бомбардировочной авиадивизии 4-го бомбардировочного авиакорпуса 2-й воздушной армии 1-го Украинского фронта. К тому времени он совершил 205 боевых вылетов, принял участие в 12 воздушных боях, сбив 3 немецких истребителя.
Указом Президиума Верховного Совета СССР от 27 июня 1945 года за «образцовое выполнение заданий командования и проявленные мужество и героизм в боях с немецкими захватчиками» гвардии майор Виктор Ерошенко был удостоен высокого звания Героя Советского Союза с вручением ордена Ленина и медали «Золотая Звезда» за номером 7880.
После окончания войны Ерошенко продолжил службу в Советской Армии. В 1952 году он окончил Военно-воздушную академию. В 1961 году в звании полковника Ерошенко был уволен в запас. Проживал в Симферополе, работал в гражданской авиации. Умер 6 декабря 1980 года, похоронен на аллее Героев в Евпатории.
Был награждён двумя орденами Ленина, орденом Октябрьской Революции, двумя орденами Красного Знамени, орденом Отечественной войны 1-й степени, двумя орденами Красной Звезды, рядом медалей.

Могила Ерошенко на кладбище «Абдал» в Симферополе.

Могила Ерошенко на кладбище «Абдал» в Симферополе.